# 高二适

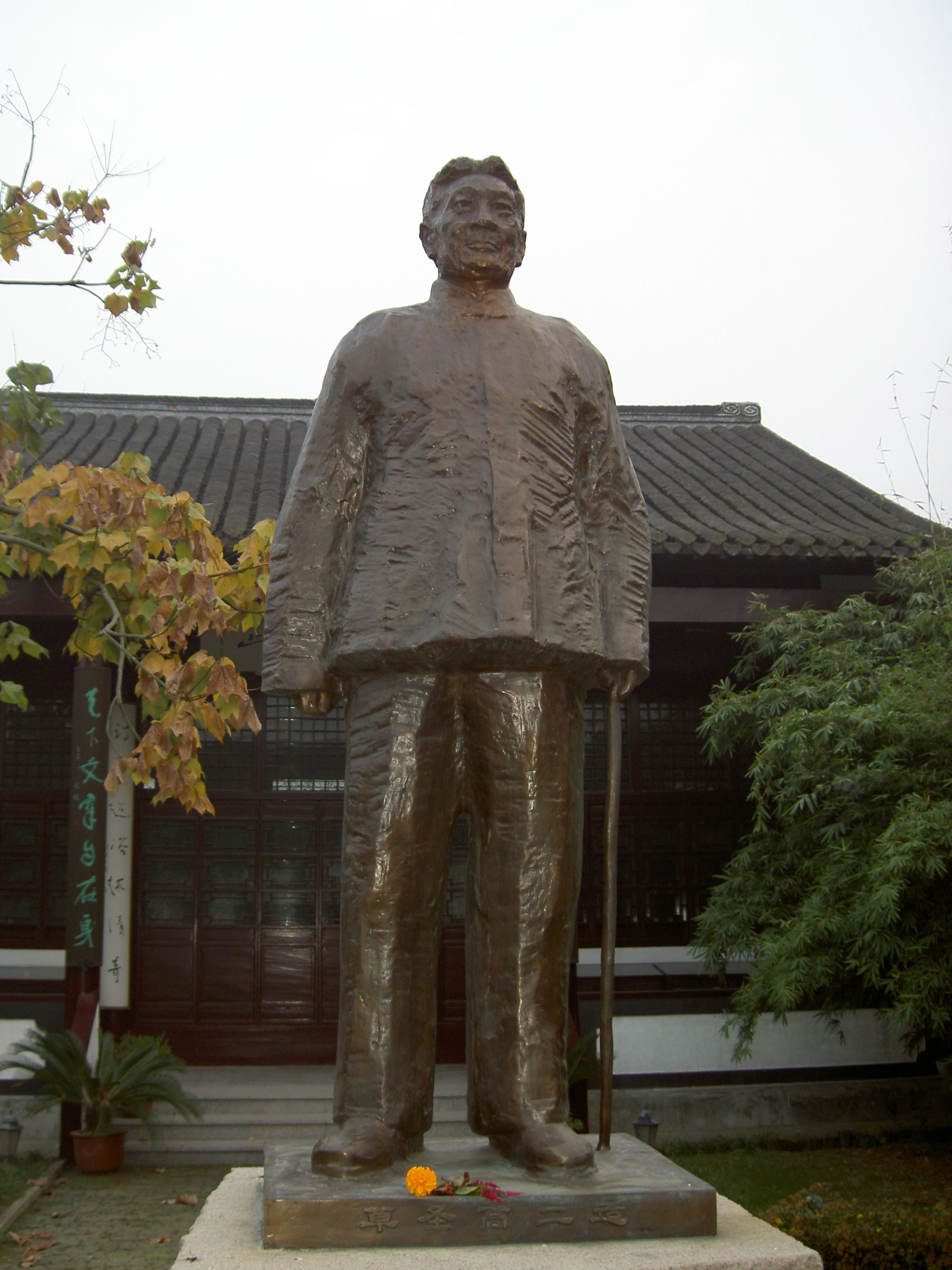
姜堰高二适纪念馆内的高二适塑像

高二适（1903年—1977年），原名锡璜，后取“适吾所适”之意而改名二适，字適父，中年曾署瘖盫，晚年署舒凫，斋号证草圣斋、孤桐堂，江苏泰州市姜堰区兴泰镇小甸址人，中国学者、诗人、书法家。曾與郭沫若發起有關《蘭亭集序》真偽之論戰，即“蘭亭論辯”。

## 生平
高二适自幼读书勤奋，16岁考入扬州师范学校，文笔过人，乡里称道。曾拜识戈公振、韩国钧、章士钊诸先生为师。21岁任立达国民学校校长。1929年考为国立北平研究院国学研究所研究生。
1935年应陈树人之邀任国民政府侨务委员会办事员，科员。1937年，高二适被陈树人举荐到立法院任孙科的秘书。高二适在进立法院之际就与执事者商定“三不”盟约：“不入党，不参与政治活动，不受训。”抗战时期，高二适随立法院入川。1946年回南京后，曾兼任朝阳文学院和建国法商学院教授。
建国后，历任南京工专上海分校、华东专科交通学校教员、华东水利学院图书馆职员，1958年因病退职。1963年经章士钊引荐，被聘为江苏省文史研究馆馆员。
高二适的书法艺术主要凭藉刻苦自学，初习楷书，继而转涉隶、行、草书体，毕生临池不辍，最终修炼有成。他于书由晋、唐入手，于上追溯秦、汉，下及宋、元以降名家，认真摹习《明征君碑》、《龙藏寺碑》、《兰亭序》、《黄初碑》、《曹娥碑》、《急就章》等碑帖，尤爱晋人“二王”及唐代褚遂良、薛稷等名家书风，并以晚年专攻的章草艺术造诣最深。
高二适在文史哲、诗词、书法的研究和创作方面成果卓著。著有《新定急就章及考证》、《校录》、《刘宾客辨易九流疏记》、《高二适书法选集》等。

## 兰亭论辩
1965年，高二适因与时任中国科学院院长郭沫若就《兰亭集序》的真伪而进行的兰亭论辩一举成名。起因是1965年6月，郭沫若在《文物》杂志上发表了《从王谢墓志出土论〈兰亭序〉的真伪》一文，后《光明日报》转载。该文认为从当时南京出土的王谢墓志来看，《兰亭序》失去了晋人惯用的带有隶书笔意的笔法，因此断定不是晋代遗留下来的作品。从文章的内容来看，其作者是在王羲之所作《临河序》的基础上加工而写成的，因文章前半部描写欢快之情，写得很流畅，后半部突然悲痛起来，这与晋人达观以及王羲之本人性格大相径庭，故值得怀疑。再者《兰亭序》的开头，“岁在癸丑”的“癸丑”两字，也有问题，郭认为是后人加上去的。根据以上情由，郭推断《兰亭序》乃是一赝品，并非王羲之的作品。
郭文发表后，江苏省文史研究馆馆员高二适看了，不以为然，于是写了一篇《〈兰亭序〉的真伪驳议》。该文认为，唐初各大书法家如欧阳询、虞世南等都在学王帖，而唐太宗也酷爱王之书法，没有理由否定唐初书法家的鉴别能力。其次，若以东晋书法当接近于隶书，而《兰亭序》却是行书，因此就怀疑《兰亭序》非晋人之作，这是方法论的错误。王字本身有发展过程，它脱胎于旧时代而又高于旧时代，向行书方面发展，故能称之为“书圣”，其理由即在此也。再者，从美学的观点上看，《兰亭序》书法、文思之潇洒、飘逸，与东晋士族的风貌也相吻合。综上所述，高文坚持《兰亭序》仍为晋代王羲之手笔，并非后人之伪作，其论点与郭文针锋相对。
只是当时因为郭沫若文章里援引当时中央书记处书记康生的观点为同调，于是没有任何一家媒体敢刊登高二适的文章。高二适便求救于时任中央文史馆馆长章士钊，後者7月16日写了一封信给毛泽东，毛泽东7月18日回函，之後毛关照《光明日报》和《文物》杂志刊登高二适的文章，引发对《兰亭集序》真伪问题的一时大辩论。
郭沫若针对高文发表了《驳议的商讨》和《〈兰亭序〉与老庄思想》两文与之辩论。高二适也再次写了《〈兰亭序〉真伪之再驳议》一文，回敬郭沫若。由于毛泽东的重视和鼓励，中国学术界很快呈现出了一片“百家争鸣”的繁荣景象，一从中央到地方的报刊均刊登了有关《兰亭序》真伪的论文。当时参加争论的学者，除郭、高二位外，有龙潜、启功、于硕（郭沫若夫人于立群笔名）、徐森玉、赵万里、史树青、沈尹默、高承祚、严北溟等人。